# Chelmsford City F.C.
Chelmsford City FC là một câu lạc bộ bóng đá có trụ sở tại Chelmsford, Essex, Anh. Đội bóng hiện thi đấu tại National League South, cấp độ thứ 6 của bóng đá Anh, và có sân nhà ở Melbourne.

## Danh hiệu
- Isthmian League
  - Nhà vô địch Premier Division mùa giải 2007–08
- Southern League
  - Nhà vô địch (4) các mùa giải 1939–40 (đồng vô địch), 1945–46, 1967–68,

1971–72
- - Nhà vô địch Division One South mùa giải 1988–89
  - Nhà vô địch League Cup (3) các mùa giải 1945–46, 1959–60, 1990–91
- London League
  - Nhà vô địch mùa giải 1930–31
- Middlesex County League
  - Nhà vô địch mùa giải 1923–24
- East Anglian Cup
  - Nhà vô địch (3) các mùa giải 1924–25, 1926–27, 1928–29
- Eastern Floodlight Cup
  - Nhà vô địch (6) các mùa giải 1966–67, 1974–75, 1977–78, 1981–82, 1982–83, 1986–87
- Essex Professional Cup
  - Nhà vô địch (5) các mùa giải 1957–58, 1969–70, 1970–71, 1973–74, 1974–75
- Essex Senior Cup
  - Nhà vô địch (8) các mùa giải 1892–93, 1901–02, 1985–86, 1988–89, 1992–93, 2002–03, 2008–09, 2016–17
- Non-League Champions Cup
  - Nhà vô địch mùa giải 1971–72

## Thống kê
- Thành tích tốt nhất tại FA Cup: Vòng bốn mùa giải 1938–39[2]
- Thành tích tốt nhất tại FA Trophy: Bán kết mùa giải 1969–70[2]
- Kỷ lục khán giả đến sân:
  - Cao nhất:
    - Sân vận động New Writtle Street: 16,807 người trong trận đấu với Colchester United, Southern League, 10 tháng 9 năm 1949[1]
    - Sân vận động Melbourne: 3,201 người trong trận đấu với AFC Wimbledon, Isthmian League, 15 tháng 3 năm 2008[3]

  - Thấp nhất: 120 người trong trận đấu với Dover, Southern League, 21 tháng 12 năm 1979[4]
- Chiến thắng đậm nhất: 9–0 trước Ruislip, Southern League Southern Division, 6 tháng 12 năm 1988; 10–1 trước Bashley, Southern League Division One East, 26 tháng 4 năm 2000[1][4]
- Thất bại đậm nhất: 2–10 trước Barking, FA Trophy, 11 tháng 11 năm 1978[1]
- Cầu thủ ra sân nhiều nhất: Tony Butcher, 560 lần (1957–1971)[5]
- Cầu thủ ghi bàn nhiều nhất: Tony Butcher, 286 bàn (1957–1971)[5]
- Phí chuyển nhượng kỷ lục nhận được: 50,000 bảng từ Peterborough United cho cầu thủ Dave Morrison, 1994[1]
- Phí chuyển nhượng kỷ lục đã trả: 10,000 bảng đến Dover Athletic cho cầu thủ Tony Rogers, 1992; 10,000 bảng đến Heybridge Swifts cho cầu thủ Kris Lee, 2001[5]
- Cầu thủ trẻ nhất ra sân: John Felton; 15 năm, 10 tháng và 26 ngày trong trận đầu với Waterlooville, 30 tháng 4 năm 1980[4]
- Cầu thủ lớn tuổi nhất ra sân: Peter Taylor; 42 năm, 3 tháng và 7 ngày trong trận đấu với VS Rugby, 10 tháng 4 năm 1995[4]